# Kiri Jolith
Kiri Jolith es el dios de la guerra sagrada en el mundo ficticio de Dragonlance.

## Descripción
Este dios lucha continuamente para que se alcance la justicia en el mundo de Krynn. Inspira a guerreros que combaten por una causa noble, entre ellos los dragones de Bronce. Trata de proteger a los inocentes y de castigar a las Fuerzas del Mal.
A pesar de sus características belicosas, no es despiadado, sino que dirige a sus seguidores y a quienes buscan guía en él para que practiquen su justicia sin olvidar la piedad, y no actúen impulsados por la ira y la sed de venganza. Es adorado entre los minotauros, las gentes de Solamnia y los uiganos, quienes lo llaman Qu'uan el Guerrero.
En la novela llamada Monstruos del Mar Sangiento, un clérigo humano de Kiri Jolith llamado Rand produce grandes milagros gracias a los poderes de esta divinidad.